# Maximales Ideal
Maximales Ideal ist ein Begriff aus der Algebra.

## Definition
Es sei {\displaystyle R} ein Ring. Dann heißt ein Ideal {\displaystyle {\mathfrak {m}}\subsetneq R} maximal, wenn {\displaystyle {\mathfrak {m}}} ein maximales Element ist in der durch die (mengentheoretische) Inklusion {\displaystyle \subseteq } halbgeordneten Menge aller echten Ideale. D. h., für jedes echte Ideal {\displaystyle {\mathfrak {a}}\subsetneq R} gilt:
Aus {\displaystyle {\mathfrak {a}}\supseteq {\mathfrak {m}}} folgt {\displaystyle {\mathfrak {a}}={\mathfrak {m}}.}
Mit anderen Worten:
Ein echtes Ideal {\displaystyle {\mathfrak {m}}\subsetneq R} wird maximal genannt, wenn es kein anderes echtes Ideal von {\displaystyle R} gibt, das {\displaystyle {\mathfrak {m}}} ganz enthält.

## Bemerkungen
- Entsprechendes gilt jeweils für Links- bzw. Rechtsideale.
- Mit Hilfe des Zornschen Lemmas kann man zeigen, dass jedes echte Ideal in einem Ring mit Einselement 1 in einem maximalen Ideal enthalten ist.
- Daraus folgt wiederum, dass jedes Element eines kommutativen Ringes mit 1, das keine Einheit ist, in einem maximalen Ideal enthalten sein muss. In nichtkommutativen Ringen ist das i. A. falsch, wie das Beispiel der Matrizenringe über (Schief)Körpern zeigt.
- Sei {\displaystyle {\mathfrak {m}}} ein Ideal des kommutativen Ringes {\displaystyle R} mit 1. Der Faktorring {\displaystyle R/{\mathfrak {m}}} ist genau dann ein Körper, wenn {\displaystyle {\mathfrak {m}}} maximal ist.[2] Insbesondere heißt dies: Das Bild eines Ringhomomorphismus ist genau dann ein Körper, wenn dessen Kern maximal ist.
- Ringe können mehrere maximale Ideale enthalten. Ein Ring, der nur ein einziges maximales Links- oder Rechtsideal besitzt, wird als lokaler Ring bezeichnet. Dies ist dann ein zweiseitiges Ideal, und der Faktorring {\displaystyle R/{\mathfrak {m}}} wird als der Restklassenkörper des Rings {\displaystyle R\,} bezeichnet.
- Ein maximales (zweiseitiges) Ideal {\displaystyle {\mathfrak {m}}\subseteq R} eines Ringes {\displaystyle R} ist genau dann prim, wenn {\displaystyle RR\nsubseteq {\mathfrak {m}}}. Insbesondere ist {\displaystyle {\mathfrak {m}}} prim, falls {\displaystyle R} ein Einselement enthält.

## Beispiele
- Im Ring {\displaystyle \mathbb {Z} } der ganzen Zahlen ist jedes Primideal außer dem Nullideal maximal. Dies ist jedoch im Allgemeinen nicht richtig; Integritätsringe mit dieser Eigenschaft heißen (falls sie keine Körper sind) eindimensional. Alle Hauptidealringe haben diese Eigenschaft.
- Sei {\displaystyle C(\mathbb {R} )} der Ring der stetigen Funktionen auf den reellen Zahlen mit der punktweisen Multiplikation. Betrachte den Ringhomomorphismus

{\displaystyle \mathrm {ev} _{0}\colon C(\mathbb {R} )\rightarrow \mathbb {R} ,\quad f\mapsto f(0).}
Mit anderen Worten: diejenige Abbildung, die jede Funktion an der Stelle 0 auswertet. Das Bild von {\displaystyle \mathrm {ev} _{0}} ist {\displaystyle \mathbb {R} }, also ein Körper. Somit ist der Kern, also die Menge aller Funktionen mit {\displaystyle f(0)=0}, ein maximales Ideal.